# Оригиналните сериали и филми на Cartoon Network
Това е списък с телевизионни програми и бивши, излъчвани по Cartoon Network в САЩ. Мрежата стартира на 1 октомври 1992 г., и излъчва главно анимационни програми, вариращи от действия за анимирана комедия.
Забележка: Сериалите и филми отбелязани със * (звезда) означава, че имат български дублаж.

## Настоящи програми

### Оригинални програми

#### Анимационни серии
| Заглавие                    | Премиера         | Настоящ сезон | Бележка |
| --------------------------- | ---------------- | ------------- | ------- |
| Врeме за приключения        | 5 април 2010     | 10            |         |
| Парк шоу                    | 6 септември 2010 | 8             |         |
| Невероятният свят на Гъмбол | 3 май 2011       | 6             |         |
| Чичо Дядко                  | 2 септември 2013 | 6             |         |
| Стивън Вселенски            | 4 ноември 2013   | 6             |         |
| Кларънс                     | 14 април 2014    | 3             |         |
| Ние мечоците                | 27 юли 2015      | 4             |         |

#### Текущи къси серии
| Заглавие  | Премиера         | Настоящ сезон | Бележка |
| --------- | ---------------- | ------------- | ------- |
| Микселите | 12 февруари 2014 | 2             |         |

### Придобити програми

#### Анимационни серии
| Заглавие                           | Премиера       | Настоящ сезон | Бележка |
| ---------------------------------- | -------------- | ------------- | ------- |
| Покемон                            | 4 ноември 2002 | 22            |         |
| Пълна драма                        | 5 юни 2008     | 8             |         |
| Нинджаго: Майстори на Спинджицу    | 14 януари 2011 | 9             |         |
| Малки титани: В готовност!         | 23 април 2013  | 5             |         |
| Соник бум                          | 8 ноември 2014 | 3             |         |
| Трансформърс: Роботи под прикритие | 14 март 2015   | 4             |         |

### Онлайн серии

#### Оригинални серии
| Заглавие            | Премиера   | Настоящ сезон | Бележка |
| ------------------- | ---------- | ------------- | ------- |
| Могъщите Магимечове | 6 май 2015 | 3             |         |

#### Придобити серии
| Заглавие      | Премиера    | Бележка |
| ------------- | ----------- | ------- |
| Лего Бионикъл | 2 март 2015 |         |
| Болните тухли | 9 март 2015 |         |
| Джони тест    |             |         |

## Предстоящи програми

### Оригинални програми

#### Анимационни серии
| Заглавие             | Сезон | Бележка |
| -------------------- | ----- | ------- |
| Ние мечоците         | 4     |         |
| Реактивните момичета | 3     |         |
| Бен 10 възраждане    | 3     |         |

#### Мини серии
| Заглавие                                  | Премиера       | Бележка |
| ----------------------------------------- | -------------- | ------- |
| Да живее кралското семейство              | в края на 2015 |         |
| Време за приключения Специални мини серии |                |         |
| Отвъд оградата                            |                |         |

#### ТВ филми
| Заглавие         | Премиера | Бележка |
| ---------------- | -------- | ------- |
| Парк шоу: Филмът |          |         |
|                  |          |         |

### Придобити програми

#### Анимационни серии
| Заглавие                           | Сезон | Бележка |
| ---------------------------------- | ----- | ------- |
| Супер Новобранци                   | 2     |         |
| Пълна Драма: Главоломна надпревара | 2     |         |
|                                    |       |         |

## Пре-Cartoon Cartoon ера

### 1994 г.
- Шоуто на Мокси (The Moxy Show) (1994 г. – 2000 г.)
- Космически Дух: Бряг на бряг (Space Ghost Coast to Coast) (1994 г. – 2004 г.)

## Cartoon Cartoons

### 1995 г.
- Шоуто на Cartoon Cartoon (The Cartoon Cartoon Show) (1995 г. – 1997 г.)

### 1996 г.
- Лабораторията на Декстър (Dexter's Laboratory) (1996 г. – 2003 г.)*

### 1997 г.
- Джони Браво (Johnny Bravo) (1997 г. – 2004 г.)*
- Крава и пиле (Cow and Chicken) (1997 г. – 1999 г.)*
- Аз съм невестулка (I Am Weasel) (1997 г. – 1999 г.)*

### 1998 г.
- Реактивните момичета (The Powerpuff Girls) (1998 г. – 2005 г.)*

### 1999 г.
- Ед, Едд и Едди (Ed, Edd n Eddy) (1999 г. – 2008 г.)*
- Майк, Лу и Ог (Mike, Lu & Og) (1999 г. – 2001 г.)
- Кураж, страхливото куче (Courage the Cowardly Dog) (1999 г. – 2002 г.)*

### 2000 г.
- Овца в Големия град (Sheep in the Big City) (2000 г. – 2002 г.)

### 2001 г.
- Екип във времето (Time Squad) (2001 г. – 2003 г.)
- Грим и Зъл (Grim and Evil) (2001 г. – 2003 г.)

### 2002 г.
- Какво въобще стана с роботът Джоунс? (Whatever Happened to Robot Jones?) (2002 г. – 2003 г.)
- Кодово име: Съседските деца (Codename: Kids Next Door) (2002 г. – 2008 г.)

### 2003 г.
- Мрачните приключения на Били и Манди (The Grim Adventures of Billy and Mandy) (2003 г. – 2007 г.)
- Зъл Кон Карне (Evil Con Carne) (2003 г. – 2004 г.)

## Други оригинални сериали

### 2001 г.
- Самурай Джак (Samurai Jack) (2001 г. – 2004 г.)*

### 2003 г.
- Междузвездни войни: Войните на клонираните (Star Wars: Clone Wars) (2003 г. – 2005 г.)*

### 2004 г.
- Великанът Мегас (Megas XLR) (2004 г.)
- Домът на Фостър за въображаеми приятели (Foster's home for Imagainary Friends) (2004 г.)
- Хай Хай Пъфи Ами Юми (Hi Hi Puffy AmiYumi) [Хай Хай Пъфи Ами Юми] (2004 г. – 2006 г.)

### 2005 г.
- Животът и приключенията на Джунипър Лий (The Life and Times of Juniper Lee) (2005 г. – 2007 г.)*
- Лагерът Ласло (Camp Lazlo) (2005 г.)
- Най-добрият ми приятел е маймуна (My Gym Parther's a monkey) (2005 г.)
- Бен 10 (Ben 10) [Бен Тен] (2005 г. – 2008 г.)*

### 2006 г.
- Момчето с катерицата (Squirrel Boy) (2006 г.)
- Клас 3000 (Class of 3000) (2006 г. – 2007 г.)

### 2007 г.
- Вън от главата на Джими (Out of Jimmy's Head) (2007 г.)
- Чаудър (Chowder) (2007 г.)
- Трансформърс: Анимейтид (Transformers: Animated)(2007 г.)*

### 2008 г.
- Бен 10: Извънземна сила (Ben 10: Alien Force) (2008 г.)
- Невероятните неприключения на Флапджак (The Marvelous Misadventures of Flapjack) (2008 г.)
- Секретните Сатърдей (The Secret Saturdays) (2008 г.)
- Кунг-фу пилета (Chop Socky Chooks) (2008 г.)

### 2009 г.
- Картунститут (Cartoonstitute) (2009)

### 2010 г.
- Генератор Рекс (Generator Rex) (2010 г.)
- Бен 10: Ултра извънземен (Ben 10: Ultimate Alien) (2010 г.)
- Сим-Бионичен Титан (Sym-Bionic Titan) (2010 г.)
- Роботоми (Robotomy) (2010 г.)

### 2011 г.
- Разрешаващите проблеми (The Problem Solverz) (2011 г.)
- Тайна планина: Форт Яко (Secret Mountain Fort Awesome) (2011 г.)

## Филми
- Лабораторията на Декстър: Его пътешествие (Dexter's Laboratory: Ego Trip) (1999 г.)
- Реактивните момичета: Филмът (The Powerpuff Girls Movie) (2002 г.)*
- Домът на Фостър за въображаеми приятели: Къщата на Блу (Foster's Home for Imaginary Friends: House of Bloo's) (2004 г.)
- Кодово име: Съседските деца: Операция Н.У.Л.А. (Codename: Kids Next Door: Operation Z.E.R.O.) (2006 г.)
- Малките титани: Проблем в Токио (Teen Titans: Trouble in Tokyo) (2006 г.)
- Випуск 3000: Дом (Class of 3000: Home) (2006 г.)
- Домът на Фостър за въображаеми приятели: Добрият Уилт ловува (Foster's Home for Imaginary Friends: Good Wilt Hunting) (2006 г.)
- Ре-анимиран (Re-Animated) (2006 г.)
- Най-добрият ми приятел е маймуна: Голямата екскурзия (My Gym Partner's a Monkey: The Big Field Trip) (2007 г.)
- Лагерът Ласло: Къде е Ласло? (Camp Lazlo: Where's Lazlo?) (2007 г.)
- Мрачните приключения на Били и Манди: Голямото буги приключение на Били и Манди (The Grim Adventures of Billy & Mandy: Billy & Mandy's Big Boogey Adventure) (2007 г.)
- Мрачните приключения на Били и Манди: Гневът на кралицата паяк (The Grim Adventures of Billy & Mandy: Wrath of the Spider Queen) (2007 г.)
- Бен 10: Тайната на Омнитрикса (Ben 10: Secret of the Omnitrix) (2007 г.)
- Мрачните приключения на Съседските деца (The Grim Adventures of the Kids Next Door) (2007 г.)
- Бен 10: Състезание с времето (Ben 10: Race Against Time) (2007 г.)
- Кодово име: Съседските деца: Операция: И.Н.Т.Е.Р.В.Ю.Т.А. (Codename: Kids Next Door: Operation: I.N.T.E.R.V.I.E.W.S.) (2008 г.)
- Домът на Фостър за въображаеми приятели: Дестинация въображение (Foster's Home For Imaginary Friends: Destination Imagination) (2008 г.)
- Голямото картинно шоу на Ед, Ед и Еди (Ed, Edd n Eddy's Big Picture Show) (2009 г.)
- Бен 10: Извънземно нашествие (Ben 10: Alien Swarm) (2009 г.)
- Огнедишащият (Firebreather) (2010 г.)